# 普丽蒂·萨兰
普丽蒂·萨兰（1958年9月5日—），又译普里特• 萨兰，印度外交官，曾任印度外交部東方祕書、印度駐越南大使等職務。

## 经历

### 早年经历
普丽蒂·萨兰出生于1958年9月5日。
1975年至1978年，就读于德里大学什里·拉姆女子学院（Lady Shri Ram College），获得英语荣誉学士学位。1978年至1980年，就读于德里大学什里·拉姆女子学院，获得英语硕士学位。

### 职业生涯
1982年8月，加入印度外事服务。
1984年1月至1985年12月，在印度驻莫斯科大使馆先后担任三等秘书和二等秘书，负责文化事务。1986年1月至1989年2月，任印度外交部文化关系委员会和美洲司副处长。1989年3月至1992年6月，任印度驻孟加拉国高级专员公署二等秘书、一等秘书兼办公厅主任。1992年6月至1994年2月，以处长衔休假。2013年9月至2016年2月，任印度駐越南大使。
2018年9月退休。

## 个人生活
丈夫为前印度驻俄罗斯大使潘卡杰·萨兰。會說俄語、孟加拉語、印地語和英語。